# Ilana Sod
Pour les articles homonymes, voir Ilana.
Ilana Sod (née le 3 février à Mexico) est une journaliste mexicaine. En 2007, elle est rédacteur en chef de MTV Amérique latine pour l'information d'affaires publiques. Elle tient aussi une chronique hebdomadaire pour le journal mexicain Excelsior et contribue pour Radio Trece dans la zone métropolitaine du Mexico.

## Actuellement
Elle est dans la production de la série spéciale que le gouvernement de la Finlande, par Banque Interaméricaine de Développement, a commanditée dans MTV pour le projet pro-social «Agentes de Cambio» («Agents du Changement»).
«Casi Diez» («Presque Dix») est le nom de sa colonne éditée chaque samedi et dimanche par Excelsior. «Amplio Espectro» («Gamme Étendue») est le titre de son segment chaque jeudi dans la Radio 13 à Mexico.

## Télévision
En mai et juin 2006, elle était la seule journaliste permettant aux jeunes assistances de poser des questions directement à chacun des cinq candidats présidentiels, exactement un mois avant de l'élection générale au Mexique, 2 juillet. Les séries, les premières du genre dans l'histoire de la télévision mexicaine, ont été intitulées « Somos 30 Millones » (« nous sommes 30 millions ») en référence au nombre de Mexicains de moins de 34 ans.
- Felipe de Jesús Calderón Hinojosa, lundi 29 mai.
- Roberto Campa (en), mardi 30 mai.
- Andrés Manuel López Obrador, mercredi 31 mai.
- Roberto Madrazo Pintado, jeudi 1er juin.
- Dora Patricia Mercado Castro, vendredi 2 juin.